# Скоморохи (Тернопольский район)
Скоморохи (укр. Скоморохи) — село в Великогаевской сельской общине Тернопольского района Тернопольской области Украины.
Расположено на реке Гнезна.
Население по переписи 2001 года составляло 547 человек. Почтовый индекс — 47744. Телефонный код — 352.